# Avon River (Ontario)
Der Avon River ist ein etwa 35 km langer linker Nebenfluss des North Thames River in der kanadischen Provinz Ontario.

## Flusslauf
Der Avon River ist ein kleineres Fließgewässer im Perth County, etwa 130 km westlich von Toronto. Er entspringt nördlich der Ortschaft Shakespeare und fließt in überwiegend westlicher Richtung. Er durchquert die Stadt Stratford und fließt noch weitere 17 Kilometer, bevor er schließlich 5,5 km nördlich von St. Marys in den North Thames River mündet. 69 Prozent des Einzugsgebietes bilden landwirtschaftlich genutzte Flächen. Die Einwohnerzahl im Einzugsgebiet des Avon River betrug im Jahr 2021 34.900.

## Hydrologie
Der Avon River entwässert eine Fläche von 162,77 km². Der mittlere Abfluss (MQ) 7,4 km oberhalb der Mündung beträgt 2 m³/s. Die abflussstärksten Monate sind März und April mit mittleren monatlichen Abflüssen von 4,68 m³/s bzw. 3,73 m³/s.

## Flussfauna
Im Flusssystem des Avon River wurden 45 Fischarten gezählt. Zu diesen gehören die Angelfische Schwarzbarsch (Smallmouth Bass), Forellenbarsch (Largemouth Bass) und Hecht (Northern Pike) sowie eingebrachte Regenbogenforellen. Zu den gefährdeten Fischarten gehören Lepomis peltastes (Northern Sunfish) und Notropis photogenis (Silver Shiner). In den Gewässern kommen 4 Muschelarten vor. Für zwei weitere Muschelarten gibt es nur historische Nachweise. Weiterhin gibt es im Flusssystem die Schnappschildkröte (Snapping Turtle) und Chrysemys picta marginata (Midland Painted Turtle), eine Unterart der Zierschildkröte.